# Francis Mourey
Francis Mourey (Chazot, 8 dicembre 1980) è un ciclista su strada e ciclocrossista francese.

## Carriera

### Strada
Nasce a Chazot nella Borgogna-Franca Contea, un piccolo comune di pocopiù di 100 abitanti.
Si avvicina in tenera età al ciclismo e nel 2004 firma per l'allora Fdjeux.com, squadra che lo terrà sotto contratto fino al 2016.
Nel 2004 Mourey vinse la 2ª tappa della Route du Sud.
Nel 2007 arrivò 6° al Tour du Doubs.

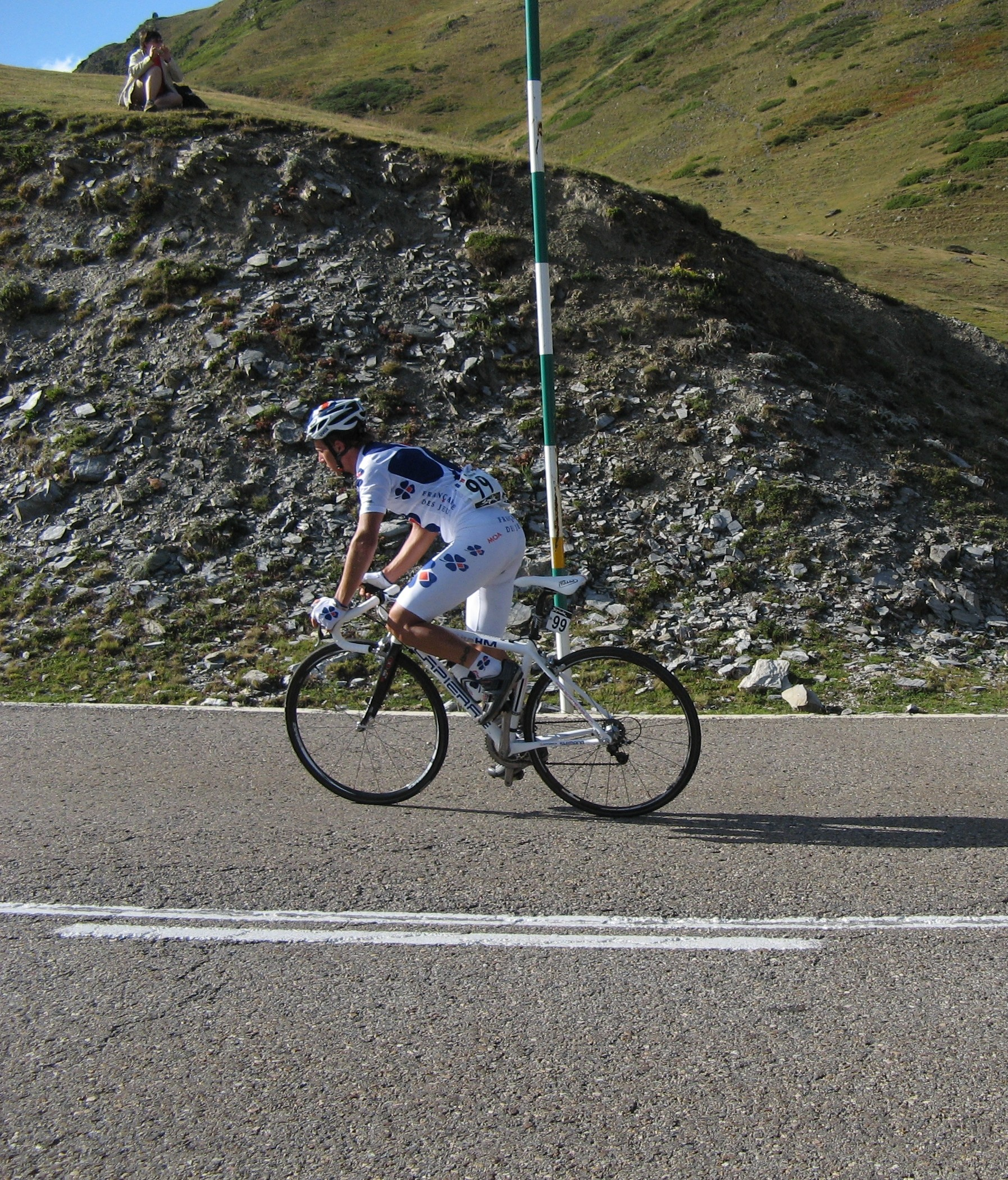
Mourey all'ottava tappa della Vuelta 2008.

 L'anno successivo arrivò 7° al Tour de Limousin e partecipò alla Vuelta a España.
Ritorna ad avere buoni risultati su strada nel 2013, anno in cui ha vinto il Tro-Bro Léon, portando a casa un'ottima vittoria per l'FDJ. I compagni di squadra Johan Le Bon e Anthony Geslin lo hanno seguito fino al traguardo.
Nel 2013 Mourey ha anche vinto la quinta tappa del Circuit de la Larthe, ed è arrivato quinto al Cholet-Pays de la Loire.
Nell'ottobre 2015 annuncia il passaggio alla Bretagne-Séche Environnement.

### Ciclocross

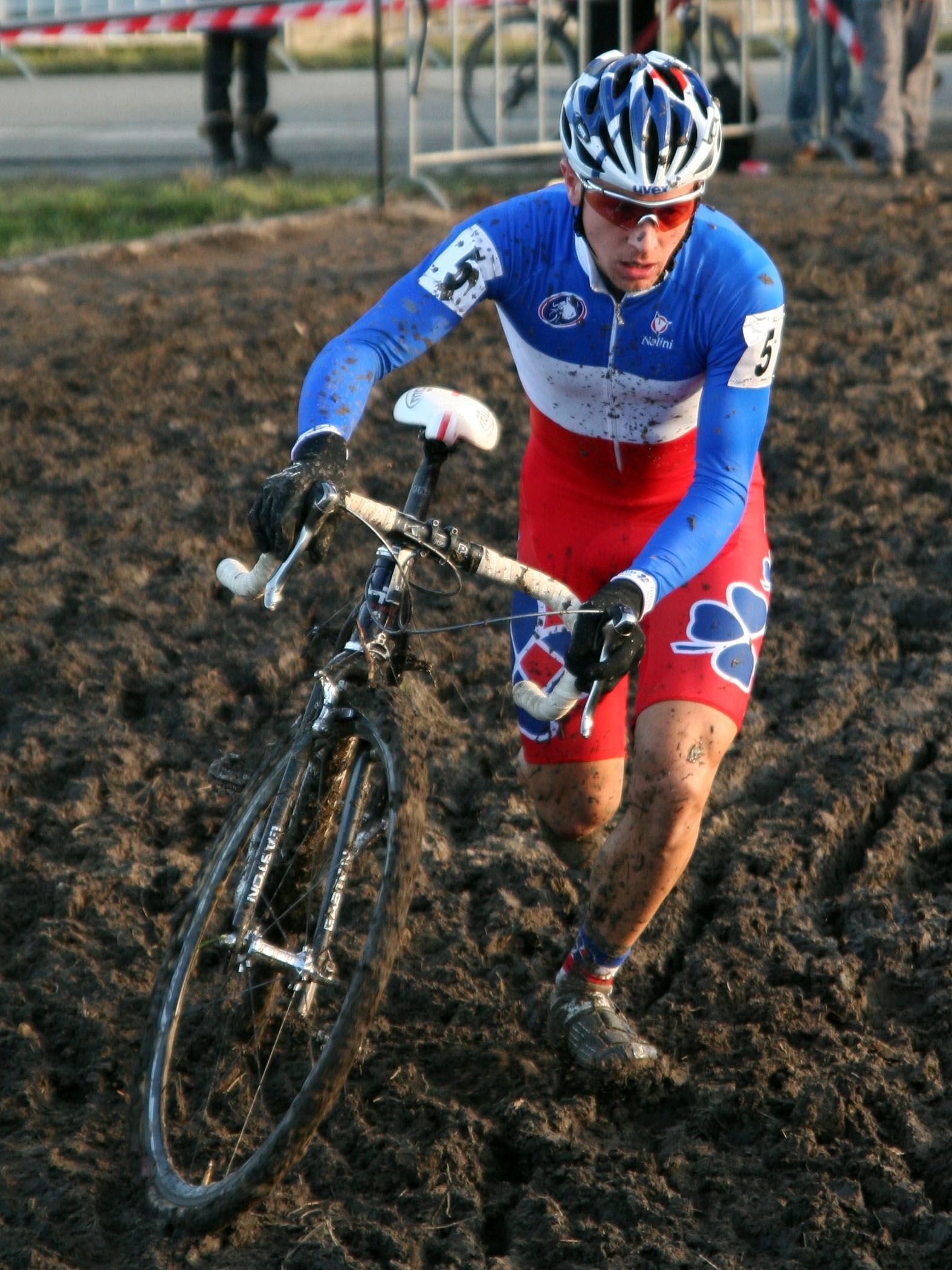
Mourey con la maglia di campione nazionale di ciclocross nel 2007

Nel 2005 divenne campione nazionale di ciclocross.
Nel 2006, dopo essere arrivato nuovamente sul podio nazionale (2°), arriva terzo ai campionati mondiali di ciclocross a Zeddam, nei Paesi Bassi.
Mourey ha vinto ininterrottamente i campionati di ciclocross francesi per 5 anni, dal 2007 al 2012. Vince il titolo anche nel 2013 e nel 2014.

## Palmarès

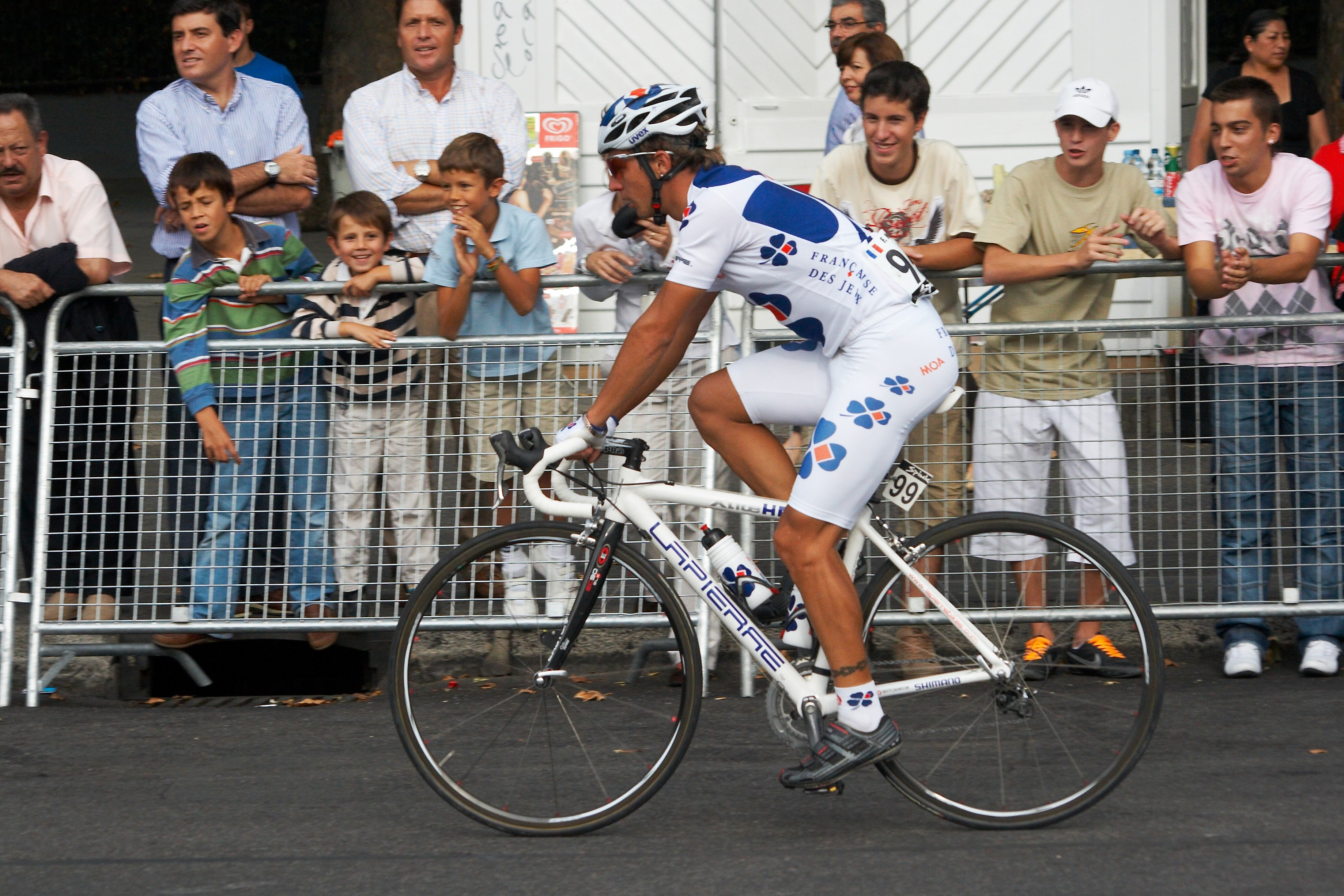
Mourey alla Vuelta a España 2008

2004
Vincitore della 2ª tappa della Route du sud
2005
Campione nazionale di ciclocross
2006
Vice-campione nazionale di ciclocross
3° ai campionati del mondo di ciclocross
2007
Campione nazionale di ciclocross
6° al Tour du Doubs
2008
Campione nazionale di ciclocross
7° al Tour de Limousin
2009
Campione nazionale di ciclocross
2010
Campione nazionale di ciclocross
2011
Campione nazionale di ciclocross
2013
Campione nazionale di ciclocross
Vincitore del Tro-Bro Léon
Vincitore della 5ª tappa del Cirvuit de la Sarthe
5° al Cholet-Pays de la Loire
2014
Campione nazionale di ciclocross